# Patrick Morgan Mahoney
Patrick Morgan Mahoney PC, QC (* 20. Januar 1929 in Winnipeg, Manitoba; † 8. Juni 2012) war ein kanadischer Unternehmer, Jurist und ehemaliger Politiker der Liberalen Partei.

## Leben
Mahoney absolvierte nach dem Schulbesuch ein Studium und beendete dieses mit einem Bachelor of Arts (B.A.). Ein anschließendes postgraduales Studium der Rechtswissenschaften schloss er mit einem Bachelor of Laws (LL.B.) ab und war daraufhin als Rechtsanwalt sowie als Unternehmer tätig.
Bei der Wahl vom 25. Juni 1968 wurde er als Kandidat der Liberalen Partei im Wahlkreis Calgary South als Mitglied in das Unterhaus gewählt, gehörte diesem aber nur eine Wahlperiode bis zu seiner Niederlage bei der Unterhauswahl am 30. Oktober 1972 an. Bei der Wahl 1968 schlug er den bisherigen Abgeordneten Harold Raymond Ballard von der Progressiv-konservativen Partei mit einer Stimmenmehrheit von 700 Stimmen, während er bei der Wahl 1972 mehr als 16.000 Wählerstimmen gegenüber seinem progressiv-konservativen Herausforderer Peter Bawden verlor. Mahoney war der letzte liberale Abgeordnete, der einen Sitz in einem der Wahlkreise Calgarys erhielt.
Während dieser Zeit war er zunächst von Oktober 1970 bis Januar 1972 auch Parlamentarischer Sekretär beim Finanzminister und anschließend von Januar bis November 1972 Staatsminister ohne Geschäftsbereich in der von Premierminister Pierre Trudeau geleiteten 20. Bundesregierung.
Nach seinem Ausscheiden aus Regierung und Unterhaus zog sich Mahoney aus der Politik zurück und war zunächst wieder als Rechtsanwalt und Unternehmer tätig. Im Juli 1983 wurde er zum Richter an das Bundesappellationsgericht (Federal Court of Appeals) in Ottawa berufen und gehörte diesem elf Jahre lang bis Oktober 1994 an.